# قلعه رواتسر
قلعه رواتسر مربوط به سدهٔ ۶ و ۷ ه.ق است و در شهرستان سواد کوه، بخش مرکزی، روستای رواتسر واقع شده و این اثر در تاریخ ۲۴ اسفند ۱۳۸۳ با شمارهٔ ثبت ۱۱۵۳۴ به‌عنوان یکی از آثار ملی ایران به ثبت رسیده است.